# Erschießung

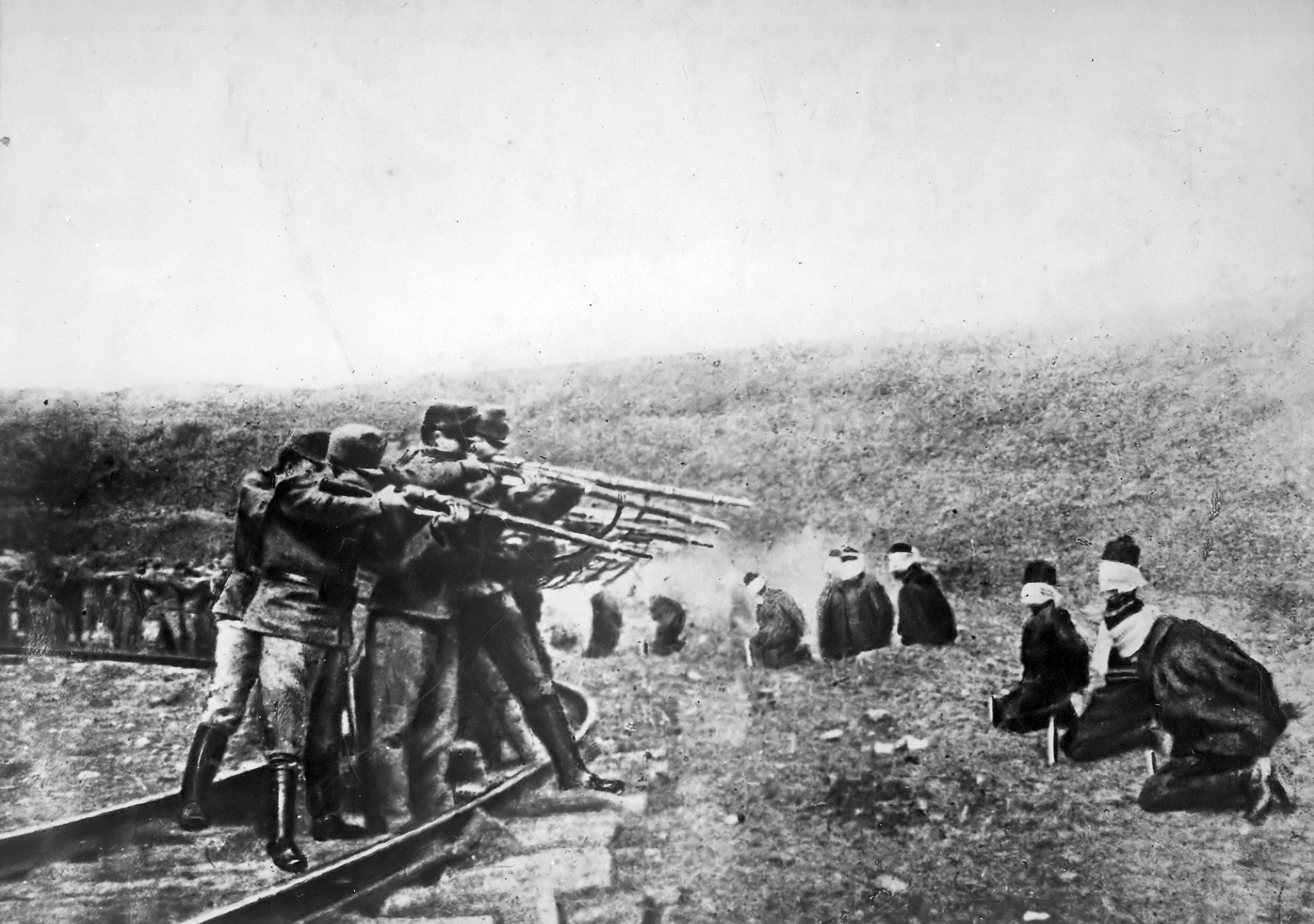
Erschießung serbischer Zivilisten im Ersten Weltkrieg durch österreichisch-ungarische Soldaten

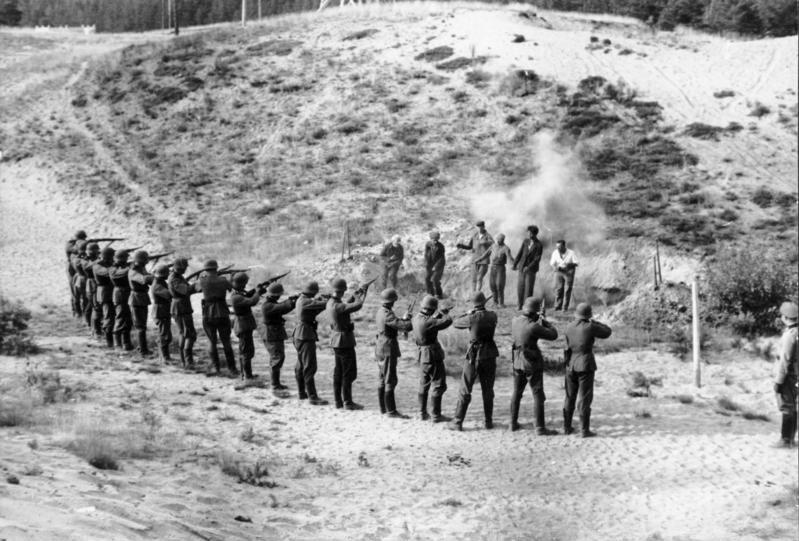
Ein Erschießungskommando der Wehrmacht erschießt sowjetische Partisanen (September 1941)

Eine Erschießung oder das Erschießen, im militärischen Bereich früher auch Füsilierung oder Füsillade (von französisch fusil ‚Gewehr‘) genannt, ist die Hinrichtung eines Gefangenen bzw. Vollstreckung eines Todesurteils durch den Gebrauch von Schusswaffen. In der Soldatensprache wird diese Hinrichtungsart auch „an die Wand stellen“ genannt.

## Methoden
Als Methode der Hinrichtung wurde und wird Erschießen auf mehrere Weisen durchgeführt.

### Erschießung durch Peloton

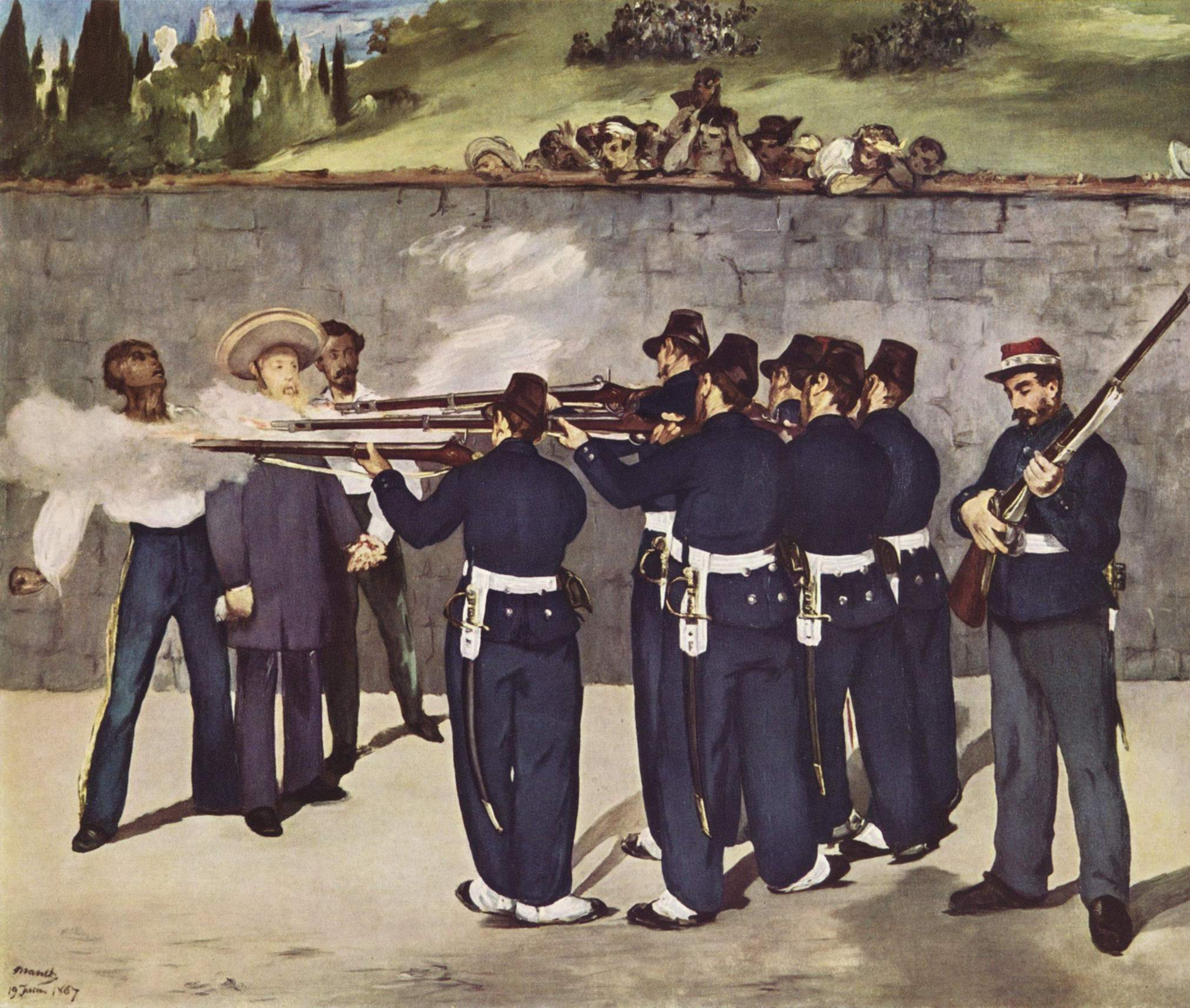
Manet: Die Erschießung Kaiser Maximilians von Mexiko

Meist wird der Todeskandidat an eine Mauer gestellt oder an einen Pfahl gebunden. Oft verbindet man ihm die Augen, mancher lehnt dies aber auch ab. Offizielle Erschießungen werden von mehreren Schützen durchgeführt (Peloton). Teilweise werden einige Gewehre des Pelotons mit Platzpatronen an Stelle von scharfer Munition geladen. Dies soll das Gewissen der Schützen erleichtern, da sie sich dadurch nicht sicher sein können, einen der tödlichen Schüsse abgegeben zu haben. Geübte Schützen erkennen aber am Rückstoß, ob sie eine Platzpatrone abgefeuert haben. Nach der Salve des Pelotons wird dem Exekutierten häufig noch aus kurzer Entfernung ein Gnadenschuss gegeben, der ihn sofort tötet, falls er noch nicht tot war.
Manchmal wird der Verurteilte vor und während der Hinrichtung von einem Militärseelsorger oder einem anderen Geistlichen begleitet.

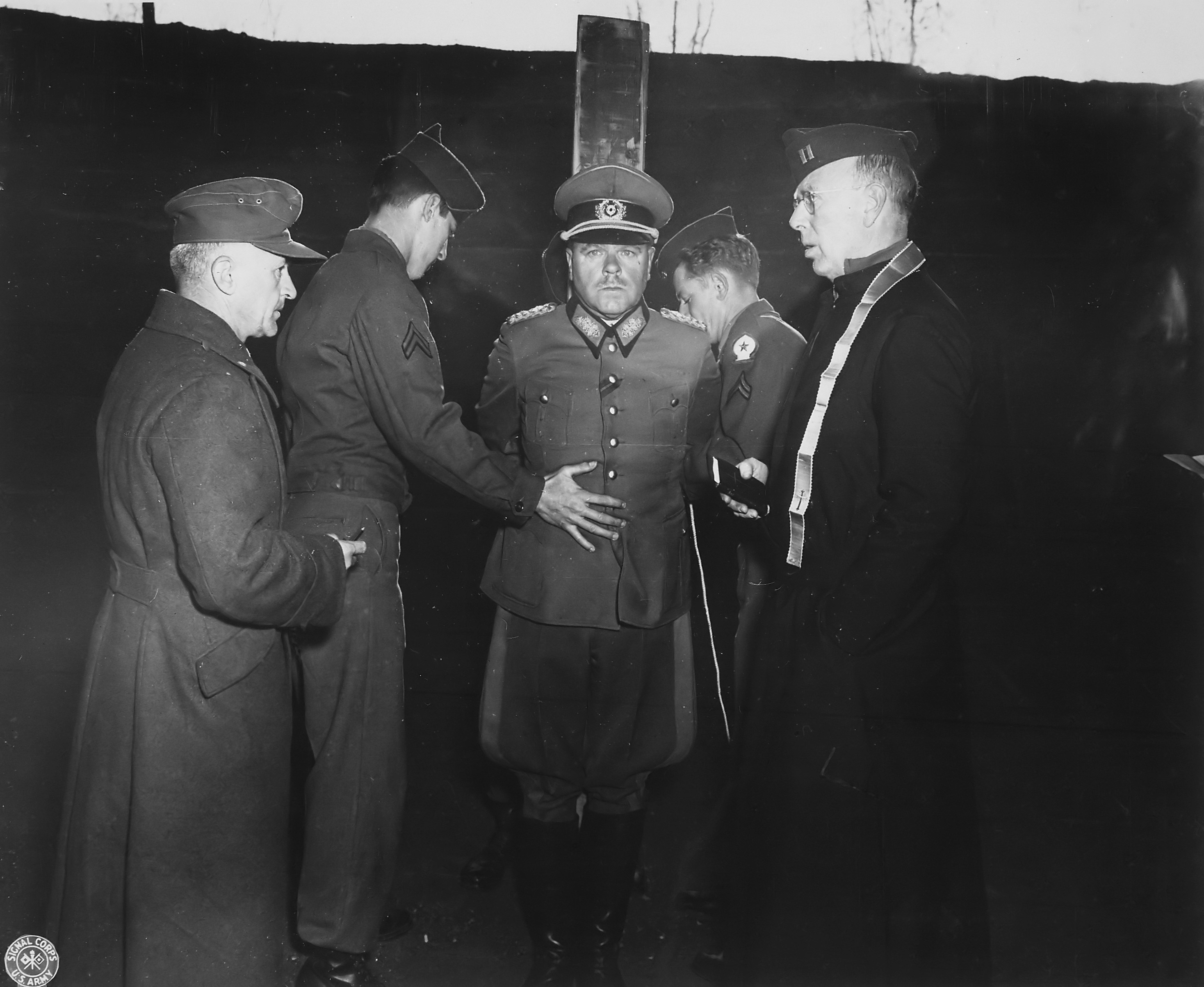
Anton Dostler unmittelbar vor seiner Erschießung. Rechts im Bild ein Militärseelsorger, der ihm auf dem Weg aus der Bibel vorlas.

Erschießungen in dieser Form gelten oder galten nach dem soldatischen Ehrenkodex als „würdevoll“, weshalb man sie Kriegsverbrechern, oft auch Spionen, gewöhnlich verweigert. Als Hinrichtungsart für gegen Zivilisten verhängte Todesurteile sind Erschießungen selten; sie wurden in Kriegszeiten nach Militärstrafrecht und nach Standrecht („standrechtliche Erschießung“) durchgeführt. Eine Ausnahme von dieser Regel war die Praxis in Bayern zwischen dem 12. Juli 1919 und dem 1. April 1924. In dieser Periode wurden sämtliche durch die Volksgerichte verhängten Todesurteile – auch solche wegen krimineller Verbrechen – durch Pelotons des Militärs oder der Landespolizei vollstreckt.
Das erste offiziell bekannte Foto dieser Form der Hinrichtung entstand Anfang 1886 im burmesischen Mandalay. Der englische Militärfotograf Willoughby Wallace Hooper nutzte die neue Technik hochempfindlicher Glasplatten, um mit kurzer Belichtungszeit die Gesichter von Delinquenten in der Sekunde vor ihrem Tod festzuhalten. Diese Fotos lösten einen Skandal aus.
Während der Zeit des Nationalsozialismus in Deutschland wurden von der Militärjustiz verhängte Todesurteile zwischen 1934 und 1945 in den meisten Fällen durch Erschießen vollstreckt. Dazu wurden bis zu zwölf Soldaten herangezogen, wobei Vorgesetzte vor allem disziplinarisch auffällige Mannschaften einsetzen sollten. In Sondereinheiten, die aus vorbestraften Soldaten bestanden (Bewährungsbataillone), mussten zum Tode Verurteilte von eigenen Kameraden erschossen werden. Als 1944 vermehrt Standgerichte die regulären Militärgerichte ersetzten, wurden die – dann sofort vollstreckbaren – Todesstrafen auch durch Erhängen durchgeführt. Die aufgrund standgerichtlicher Urteile Erschossenen oder Erhängten wurden seit Herbst 1944 vereinzelt, seit Februar 1945 dann umfangreich öffentlich zur Schau gestellt und mit einem Hinweisschild versehen, auf denen der – vermeintliche oder tatsächliche – Strafgrund mit meist schmähenden Worten aufgeschrieben war.

### Genickschuss
Eine weitere Art des Erschießens ist der Genickschuss, wobei eine Feuerwaffe direkt an das Genick des Verurteilten gehalten wird. In deutschen Konzentrationslagern gab es Genickschussanlagen. Auch heute noch wird z. B. in Belarus mit dem Genickschuss hingerichtet (siehe Todesstrafe in Belarus).

## Anwendung
„Erschießen“ als Hinrichtungsmethode wird nach wie vor in einzelnen Ländern als Hinrichtungsmethode angewendet:

### Belarus

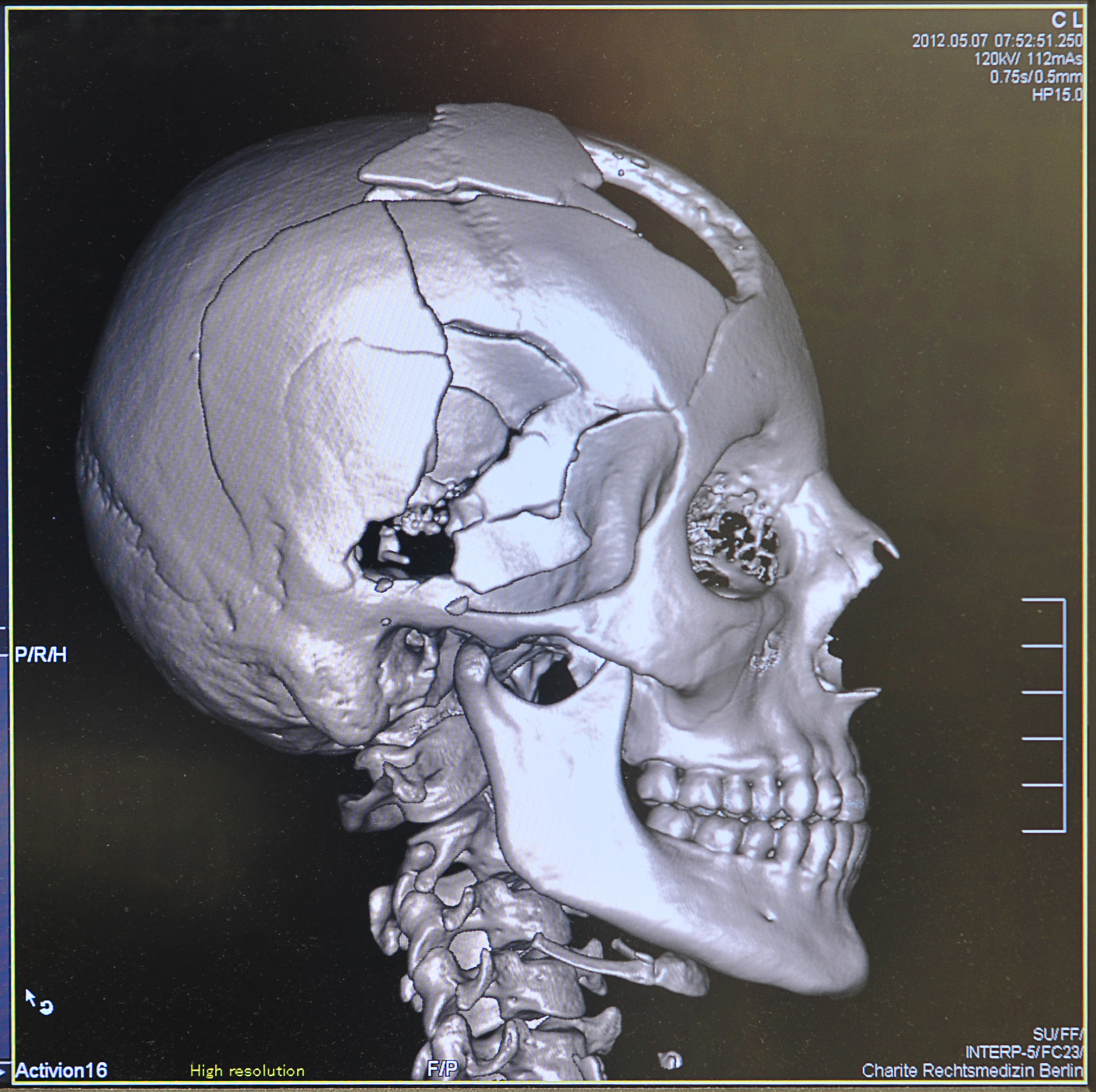
Computertomographie einer tödlichen Kopfschussverletzung

In Belarus wird die Todesstrafe bis heute durch Genickschuss vollzogen.

### Deutsche Demokratische Republik (DDR)
Der „Unerwartete Nahschuss“ war von 1968 bis zur gesetzlichen Abschaffung der Todesstrafe im Jahr 1987 die einzige Hinrichtungsmethode in der Deutschen Demokratischen Republik. Seit 1952 waren dort Todesurteile zunächst überwiegend mit einem Fallbeil vollstreckt worden, ab 1968 wurden alle Exekutionen dann durch einen „Nahschuss ins Hinterhaupt“ vollzogen, was in der „Zentralen Hinrichtungsstätte der DDR“ in der Strafvollzugsanstalt Leipzig im Gebäude des ehemaligen Königlichen Landgerichts geschah:
Dem Todeskandidaten wurde von einem Staatsanwalt die Ablehnung seines Gnadengesuchs mitgeteilt, dann fassten die beiden Henkersknechte den Verurteilten an den Armen und führten ihn zum größten Raum des Todestrakts. Auf seinem letzten Weg passierte der Gefangene drei Männer, die mit dem Rücken zur Wand standen: den Staatsanwalt und den Vollstreckungsleiter sowie in der Mitte den Henker. Wenn die Tür zum leeren Hinrichtungsraum geöffnet wurde, trat der Scharfrichter von hinten heran und bemühte sich, die Mündung seiner Pistole dem Hinterkopf des Opfers möglichst nahe zu bringen, aber die Haut dabei nicht zu berühren, um keine Schreckreaktion auszulösen. Die Vorgabe lautete, der Tod habe „unerwartet“ zu erfolgen. Die Leichen der Hingerichteten wurden unter strenger Geheimhaltung zum nahe gelegenen Südfriedhof gebracht und anonym verbrannt. In den Krematoriumsbüchern stehen keine Namen, sondern lediglich der Vermerk „Anatomie“; die Asche wurde anonym begraben.
Die Erschießung des NS-Kriegsverbrechers Johannes Kinder am 21. Oktober 1976 war die letzte Hinrichtung eines Zivilisten in der DDR; am 26. Juni 1981 wurde gegen den Hauptmann der Staatssicherheit Werner Teske „wegen Spionage“ das letzte Todesurteil in der DDR vollstreckt.

### Vereinigte Staaten
Bis 2004 hatte der US-Bundesstaat Utah neben der Giftspritze als eine Methode zur Ausführung der Todesstrafe in den USA das Erschießen als Alternative eingeführt; die Verurteilten konnten zwischen den beiden Arten wählen; mittlerweile darf dort die Hinrichtung durch Erschießung nur noch von denjenigen Tätern ausgewählt werden, die vor dem Stichtag des Jahres 2004 verurteilt wurden.
Gary Gilmore, der erste Verurteilte, der nach dem kurzzeitigen Aussetzen der Todesstrafe in den USA 1977 hingerichtet wurde, wurde erschossen. Im Jahr 1996 wählte John Albert Taylor diese Methode. Ronnie Gardner entschied sich 2010 gegen die Giftspritze und wurde am 18. Juni des Jahres um 00:00 Uhr Ortszeit im Staatsgefängnis Utah durch Erschießung hingerichtet. Er war vor besagtem Stichtag verurteilt worden.
Heute erlauben außer Utah nur noch Oklahoma und South Carolina diese Hinrichtungsart, allerdings nur, falls die Hinrichtung durch die Giftspritze aus irgendwelchen Gründen nicht möglich sein sollte oder der Verurteilte eine Wahl hat. Die Verwendung dieser Hinrichtungsmethode in Utah und davor auch im nördlich angrenzenden Idaho erklärte sich aus der früheren mormonischen Tradition der „Blutsühne“ (blood atonement), nach der auch schwerste Verbrechen als gesühnt und hier auf Erden als bereinigt galten, wenn die Schuldig-Gesprochenen dem Vergießen ihres eigenen Blutes zugestimmt hatten – sodass sie im „Leben nach dem Tod“ keine weitere Strafe dafür zu befürchten hätten.

## Medizinische Betrachtung
Je nach der Körperregion, in die das Geschoss eindringt, stirbt der Erschossene an einer Herzbeuteltamponade oder an Pneumothorax oder Hämatothorax, an einem Schock oder durch Verbluten. Die Wundballistik ist eine Fachdisziplin der Forensik, die unter anderem vorstehende Umstände genauer untersucht.